# 长柄鸢尾
长柄鸢尾（学名：Iris henryi）为鸢尾科鸢尾属的植物，为中国的特有植物。分布于中国大陆的四川、湖南、湖北等地，生长于海拔500米至2,000米的地区，常生长在林中和林缘草地，目前尚未由人工引种栽培。